# Döda poeters sällskap
Döda poeters sällskap (engelska: Dead Poets Society) är en amerikansk dramafilm från 1989 i regi av Peter Weir. Den hade biopremiär i USA den 2 juni 1989.

## Handling
Läraren John Keating (spelad av Robin Williams) kommer hösten 1959 till en privatskola i delstaten Vermont i USA för att undervisa i engelska. I denna skola tror man på benhård disciplin. John har dock en något annorlunda filosofi, han litar på sina elever och inspirerar dem att fånga dagen (Carpe Diem). John blir snabbt omtyckt av eleverna, men dessvärre blir inte de andra lärarna på skolan och skoladministrationen lika förtjusta i honom.

## Rollista i urval
| Robin Williams      | – John Keating    |
| Robert Sean Leonard | – Neil Perry      |
| Ethan Hawke         | – Todd Anderson   |
| Josh Charles        | – Knox Overstreet |
| Alexandra Powers    | – Chris Noel      |
| Gale Hansen         | – Charlie Dalton  |
| Dylan Kussman       | – Richard Cameron |
| Allelon Ruggiero    | – Steven Meeks    |
| James Waterston     | – Gerard Pitts    |
| Kurtwood Smith      | – Mr. Perry       |
| Lara Flynn Boyle    | – Ginny Danburry  |

## Om filmen
Döda poeters sällskap regisserades av Peter Weir och fick en oväntad Oscar för bästa manuskript. 
I Sverige väckte filmen stor uppmärksamhet och ledde till en kulturpolitisk debatt om det frihetliga budskapet i filmen.[källa behövs] Den egensinnige läraren mr Keating lär sina elever att gå sin egen väg och att genom poesin komma närmare skönheten och meningen med livet. Men att bryta mot reglerna och strunta i traditionerna på en ärkekonservativ amerikansk privatskola är inte problemfritt. 
Debatten i Sverige handlade mycket om ifall man ska stimulera ungdomar att avvika och tänka nytt eller om det är skadligt med för mycket egensinne. Flera liberala debattörer hyllade filmen som ett av 1900-talets stora mästerverk med ett tydligt liberalt budskap, medan andra hävdade att filmen visade på farorna med att människor med sina åsikter och sitt beteende avviker för mycket från majoritetens åsikter och invanda beteenden (den sociala normen).[källa behövs]

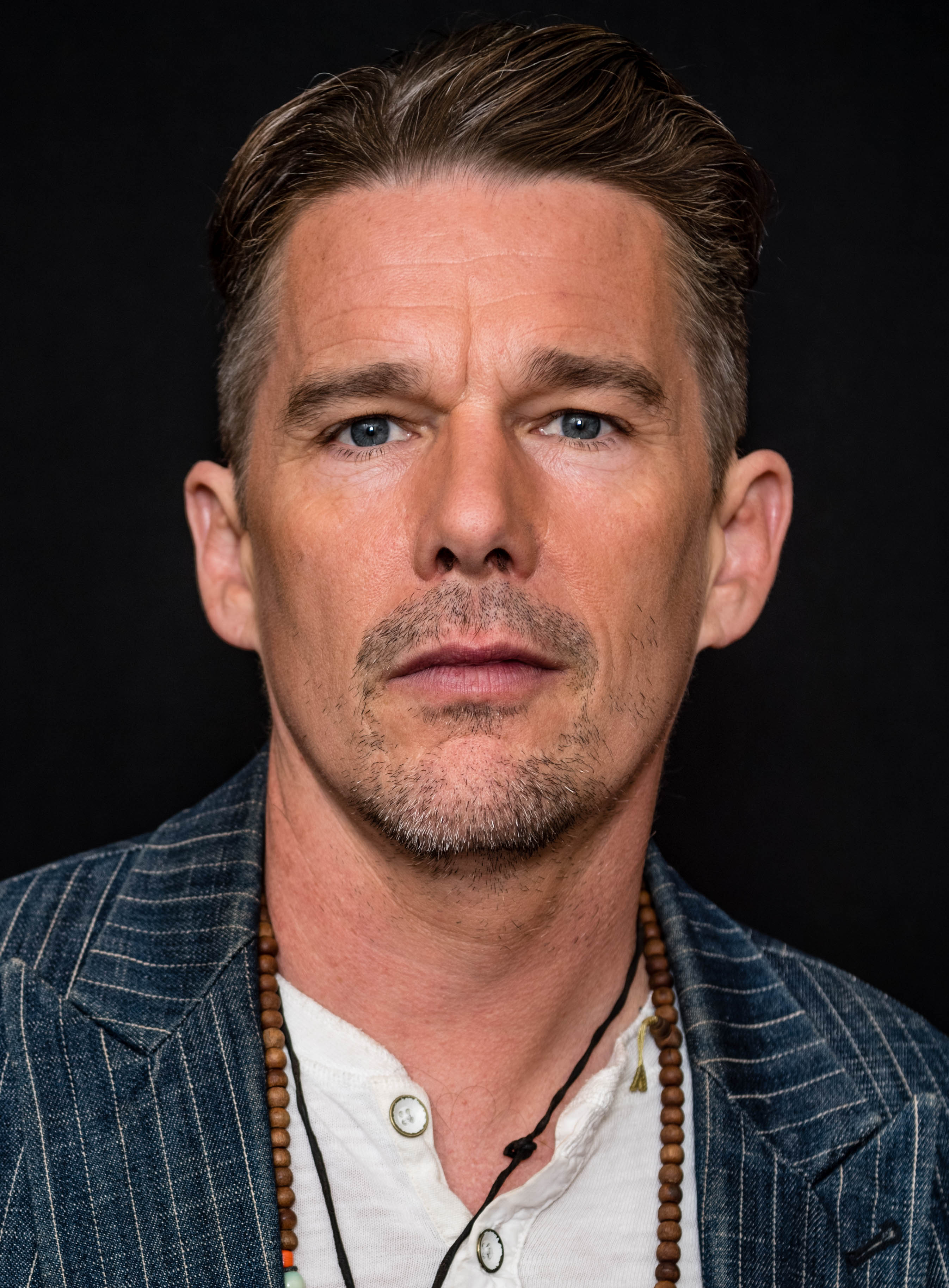
Ethan Hawke.

Ethan Hawke, som spelar den blyge eleven Todd Anderson i filmen, berättade i en intervju med Script Magazine 2019, apropå frågan huruvida det var utmanande att spela en så känslomässigt tillbakadragen karaktär när han själv är så sällskaplig till sin personlighet, hur regissören Peter Weir tänkte när han rollbesatte den karaktären samt även Hawkes skådespelarkollega Robert Sean Leonard som den utåtriktade eleven Neil Perry.
| ” | Jag minns att Peter Weir sade till mig att han alltid försöker "rollbesätta efter den slutgiltiga nyansen," och jag kände mig tvungen att fråga honom vad han menade med det, för Robert Sean Leonard är naturligt väldigt blyg och inåtvänd, medan jag är den extrema motsatsen. Om du tittar på en film där den blyge killen i slutändan står upp på sin skolbänk och står upp för sig själv, medan den utåtriktade killen tvärtemot tar sitt eget liv, så måste båda de ögonblicken i slutändan klinga sant. Så det är nästan som om du inledningsvis anlägger en fasad över sanningen, och sedan blir karaktärernas egentliga jag avslöjade under filmens gång. Det är att rollbesätta efter den slutgiltiga nyansen. | „ |
| – Ethan Hawke om hur regissören Peter Weir tänkte kring rollbesättningen av Todd Anderson och Neil Perry i Döda poeters sällskap., | |   |